# Crocidura nana
Crocidura nana es una especie de musaraña de la familia de los soricidae.

## Distribución geográfica
Se encuentra en Etiopía y Somalia. 